# Marie Ehrling

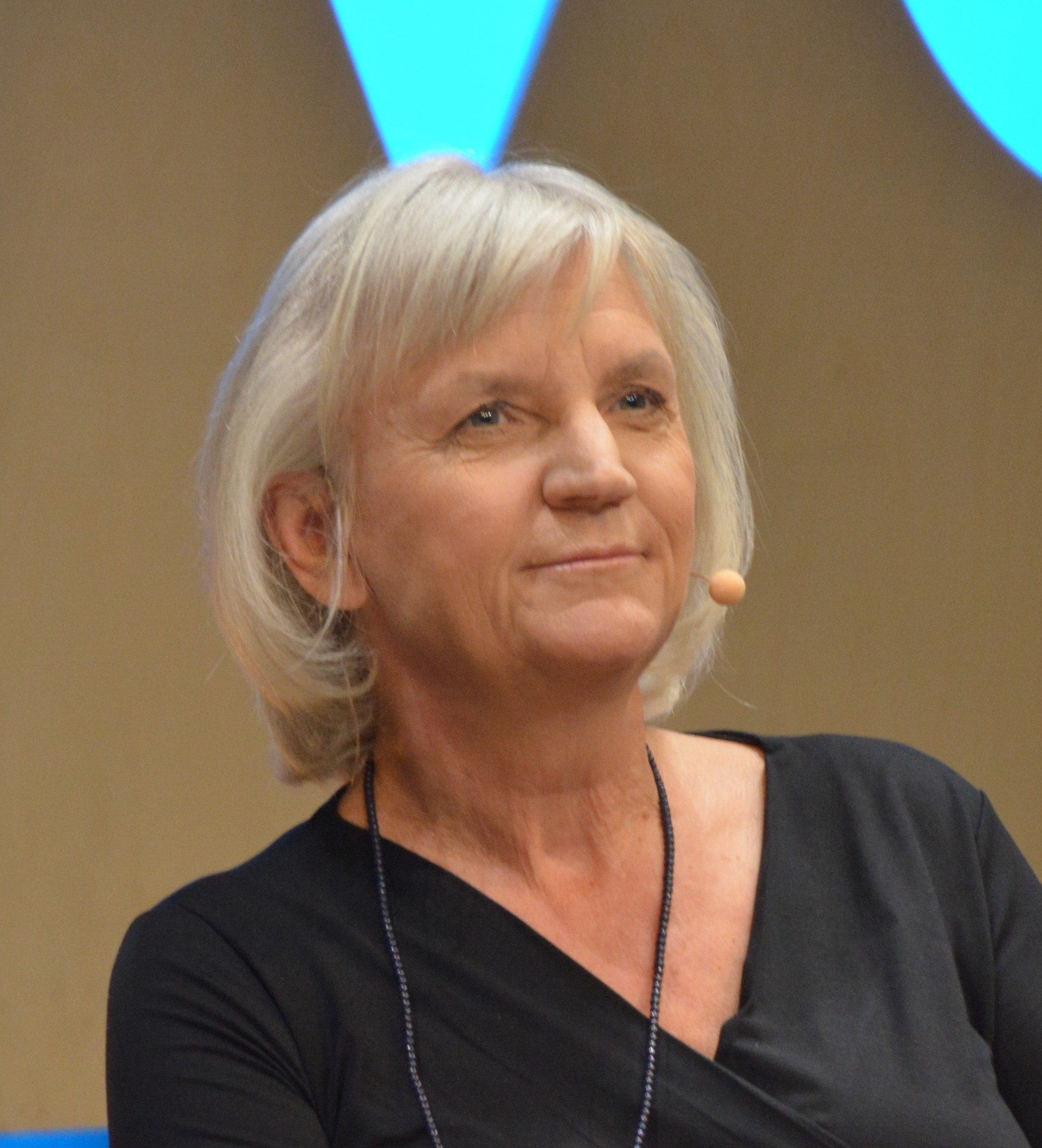
Marie Ehrling

Marie Ehrling  (* 5. Mai 1955) ist die  Vorsitzende von Telia Company. Sie belegte auf der Liste der 100 mächtigsten Frauen des Forbes Magazine 2006 Platz 85. Sie ist außerdem Vorstandsmitglied der Securitas AB, des Centre for Advanced Studies in Leadership, der Handelshochschule Stockholm (Stockholm School of Economics) und der World Childhood Foundation. Sie ist verheiratet und hat einen Sohn.

## Biografie
Marie Ehrling ist am 5. Mai 1955 geboren. Sie schloss mit Auszeichnung an der Stockholm School of Economics ab. Ihre ersten Arbeitsstellen waren beim Finanzministerium und beim Bildungsministerium in Schweden als Öffentlichkeitsreferentin und bei Fourth Swedish National Pension Fund als Finanzanalystin. 1982 begann sie bei der schwedischen Fluglinie SAS Group zu arbeiten. Nach 20 Jahren in dem Unternehmen war sie erst bis zum Posten der stellvertretende Vorstandsvorsitzenden und später zum Betriebsleiter aufgestiegen. In dieser Position standen 22.000 Arbeitnehmer unter ihr. Ihr Einkommen lag als Betriebsleiter bei 5,5 Milliarden. Von 2003 bis 2006 war sie CEO der TeliaSonera Sverige. Mitte 2007 entschied sie sich zu TeliaSonera zurückzukehren.